# 凯文·斯蒂特
约翰·凯文·斯蒂特（英語：John Kevin Stitt，1972年12月28日—）是一位美国商人和政治人物，現任俄克拉荷马州州长（第28任），是共和黨籍，斯蒂特是切罗基族的一员，是继前俄克拉荷马州州长约翰斯顿·默里之后第二位美洲原住民州长。

## 外部連結
- Governor Kevin Stitt （页面存档备份，存于） official government website
- C-SPAN內的頁面（英文）
- Kevin Stitt （页面存档备份，存于） at On the Issues
- 智慧投票计划中的傳記、投票紀錄及利益集團評級